# 栾新
栾新（1969年9月—），女，汉族，山东龙口人，中华人民共和国政治人物，现任中国民主促进会中央委员会常务委员，青岛市人民政府副市长，第十三届全国政协委员。